# Yigoga forcipula
Yigoga forcipula är en fjärilsart som beskrevs av Ignaz Schiffermüller 1775. Yigoga forcipula ingår i släktet Yigoga och familjen nattflyn. Inga underarter finns listade i Catalogue of Life.